# Henrik II av Lothringen
Henrik II av Lothringen, född 1563, död 1624, var regerande hertig av Lothringen från 1608 till 1624. Han var son till hertig Karl III av Lothringen och Claude av Valois.